# Pseudoguembelitria
Pseudoguembelitria es un género de foraminífero planctónico de la Familia Hedbergellidae, de la Superfamilia Rotaliporoidea, del Suborden Globigerinina y del Orden Globigerinida. Su especie-tipo es Pseudoguembelitria blakenosensis. Su rango cronoestratigráfico abarca el Aptiense superior (Cretácico inferior).

## Descripción
Pseudoguembelitria incluía especies con conchas trocoespiraladas, de trocospira alta con un estadio final pseudotriseriado, de forma globigeriniforme con un estadio inicial tipo-Hedbergella; sus cámaras eran globulares o ligeramente comprimidas, creciendo en tamaño de forma gradual o moderadamente rápida; sus suturas intercamerales eran rectas e incididas; su contorno era subtriangular a subrómbico, y lobulado; su periferia era redondeada; su ombligo era estrecho; su abertura era interiomarginal, umbilical-extraumbilical, en forma de arco bajo; presentaba pared calcítica hialina, macroperforada con baja densidad de poros, y con superficie papilada con pequeños poros en túmulo (conos perforados).

## Discusión
El género Pseudoguembelitria no ha tenido mucha difusión entre los especialistas. Clasificaciones posteriores incluirían Pseudoguembelitria en la superfamilia Globigerinoidea.

## Paleoecología
Pseudoguembelitria incluía foraminíferos con un modo de vida planctónico, de distribución latitudinal preferentemente tropical-subtropical (Atlántico Norte), y habitantes pelágicos de aguas profundas (medio mesopelágico inferior a batipelágico superior).

## Clasificación
Pseudoguembelitria incluye a la siguiente especie:
- Pseudoguembelitria blakenosensis †